# Slave to the Grind (singolo)
Slave to the Grind è una canzone della rock band statunitense Skid Row, pubblicata come secondo singolo e title track del secondo album del gruppo, Slave to the Grind. Il pezzo è stato messo in commercio nel 1991 ed è stato scritto dai compagni di band Sebastian Bach, Rachel Bolan e Dave "The Snake" Sabo. Musicalmente, prosegue sulla stessa scia del singolo precedente, Moneky Business, con il quale la band aveva abbandonato gli elementi tipici del pop metal per abbracciare un sound più duro. Slave to the Grind è forse la composizione più dura della band, con elementi vicini allo speed metal e un cantato molto aggressivo da parte di Sebastian Bach.
Il singolo ha raggiunto la posizione numero 43 della Official Singles Chart. Il videoclip inoltre andò in heavy rotation su MTV, ma non è stato un successo come i singoli precedenti e non è entrato in classifica negli Stati Uniti.
Il 22 marzo 2011, gli Halestorm hanno pubblicato un EP chiamato Reanimate: The Covers EP contenente una cover di Slave to the Grind.
È stato inserito alla posizione numero 18 nella classifica delle "40 più grandi canzoni metal" stilata da VH1.

## Tracce
1. Slave to the Grind
2. Creepshow
3. C'Mon and Love Me (cover dei KISS)
4. Beggar's Day